# طول شمسي
يصف الطول الشمسي تأثير الأرض في مدارها كونه صفر في لحظة الاعتدال الربيعي نظراً لكونه يعتمد على مدى تقدم الأرض في مدارها منذ لحظة الاعتدال، ويستخدم كمقاس لأي وقت من السنة الاستوائية، ولكن من دون دقة تاريخ التقويم، التي تعكرها السنوات كبيسة وعيوب التقويم.
ويستخدم الطول الشمسي بشكل خاص في مجال تساقط الشهب، لأن سبب تساقط نيزك معين هو تيار من الجسيمات الصغيرة القريبة جدًا من المدار الإهليلجي لمذنب، وهذا يعني أن تساقط النيزك يحدث عندما تصل الأرض إلى نقطة معينة في مدارها الخاص بها، والتي يحددها خط الطول الشمسي.
تعتمد قيمة الطول الشمسي، مثل أي خط طول للشمس، على الحقبة المستخدمة، وبالتالي فإن خط الطول الشمسي لتساقط نيزكي معين لا يكون ثابت الا إذا تم استخدامها كحقبة، لذلك يتم استخدام حقبة قياسية، وعادة ما تستخدم ال J2000.
يمكن أيضًا استخدام الطول الشمسي للكواكب الأخرى، مثل المريخ، وهذا يعطينا طريقة لتحديد الوقت من أي سنة على هذا الكوكب.
ولا يزداد الطول الشمسي بشكل خطي مع مرور الوقت، وكلما كان الانحراف أكبر كلما زاد الانحراف المداري، وعلى سبيل المثال، فيما يلي تواريخ مضاعفات خط الطول الشمسي لل90 درجة على كوكب المريخ في منتصف الخمسينيات:
```
0 ° 11 أبريل '55
90 ° 27 أكتوبر '55
180 ° 27 أبريل 56
270 ° 21 سبتمبر '56
0 ° 26 فبراير '57
```